# Temporada 1986-87 de los Chicago Bulls
La temporada 1986-87 fue la vigesimoprimera de los Chicago Bulls en la NBA. La temporada regular acabaron con 40 victorias y 42 derrotas, ocupando la octava posición de la Conferencia Este, clasificándose para los playoffs, en los que cayeron en primera ronda ante Boston Celtics.

## Elecciones en elDraft
| Ronda | Puesto | Jugador           | Posición  | Nacionalidad   | Universidad          |
| ----- | ------ | ----------------- | --------- | -------------- | -------------------- |
| 1     | 9      | Brad Sellers      | Ala-Pívot | Estados Unidos | Ohio State           |
| 2     | 28     | Larry Krystkowiak | Alero     | Estados Unidos | Montana              |
| 3     | 52     | Ricky Wilson      | Base      | Estados Unidos | George Mason         |
| 4     | 74     | Scott Meents      | Ala-Pívot | Estados Unidos | Illinois             |
| 6     | 120    | Pete Myers        | Escolta   | Estados Unidos | Arkansas-Little Rock |

## Temporada regular
| División Central    | División Central | División Central | División Central | División Central | División Central | División Central | División Central | División Central |
| Equipo              | G                | P                | %                | PD               | Casa             | Fuera            | Div              |                  |
| ------------------- | ---------------- | ---------------- | ---------------- | ---------------- | ---------------- | ---------------- | ---------------- | ---------------- |
| y-Atlanta Hawks     | 57               | 25               | .695             | –                | 35–6             | 22–19            | 17–13            |                  |
| x-Detroit Pistons   | 52               | 30               | .634             | 5                | 32–9             | 20–21            | 17–13            |                  |
| x-Milwaukee Bucks   | 50               | 32               | .610             | 7                | 32–9             | 18–23            | 17–13            |                  |
| x-Indiana Pacers    | 41               | 41               | .500             | 16               | 28–13            | 13–28            | 13–16            |                  |
| x-Chicago Bulls     | 40               | 42               | .488             | 17               | 29–12            | 11–30            | 17–12            |                  |
| Cleveland Cavaliers | 31               | 51               | .378             | 26               | 25–16            | 6–35             | 8–22             |                  |

## Playoffs

### Primera ronda
Boston Celtics vs. Chicago Bulls 
| Fecha       | Partido                               | Ciudad  |
| ----------- | ------------------------------------- | ------- |
| 23 de abril | Boston Celtics 108, Chicago Bulls 104 | Boston  |
| 26 de abril | Boston Celtics 105, Chicago Bulls 96  | Boston  |
| 28 de abril | Chicago Bulls 94, Boston Celtics 105  | Chicago |
|             | Boston Celtics gana las series 3-0    |         |

## Estadísticas
| Rk | Jugador           | Edad | P  | PT | MP   | TC   | TCI  | %TC  | T3  | T3I | %T3  | TL   | TLI  | %TL  | RO  | RD  | RT   | AS  | RB  | TAP | BP  | FP  | PTS  |
| -- | ----------------- | ---- | -- | -- | ---- | ---- | ---- | ---- | --- | --- | ---- | ---- | ---- | ---- | --- | --- | ---- | --- | --- | --- | --- | --- | ---- |
| 1  | Michael Jordan    | 23   | 82 | 82 | 40.0 | 13.4 | 27.8 | .482 | 0.1 | 0.8 | .182 | 10.2 | 11.9 | .857 | 2.0 | 3.2 | 5.2  | 4.6 | 2.9 | 1.5 | 3.3 | 2.9 | 37.1 |
| 2  | Charles Oakley    | 23   | 82 | 81 | 36.3 | 5.7  | 12.8 | .445 | 0.1 | 0.4 | .367 | 3.0  | 4.4  | .686 | 3.6 | 9.5 | 13.1 | 3.6 | 1.0 | 0.4 | 3.6 | 3.8 | 14.5 |
| 3  | John Paxson       | 26   | 82 | 64 | 32.8 | 4.7  | 9.7  | .487 | 0.6 | 1.7 | .371 | 1.3  | 1.6  | .809 | 0.3 | 1.4 | 1.7  | 5.7 | 0.8 | 0.1 | 1.3 | 2.5 | 11.3 |
| 4  | Gene Banks        | 27   | 63 | 39 | 28.9 | 4.0  | 7.3  | .539 | 0.0 | 0.1 | .000 | 1.8  | 2.3  | .767 | 1.8 | 3.1 | 4.9  | 2.7 | 0.8 | 0.3 | 1.8 | 2.7 | 9.7  |
| 5  | Dave Corzine      | 30   | 82 | 39 | 27.9 | 3.6  | 7.5  | .475 | 0.0 | 0.1 | .000 | 1.2  | 1.6  | .736 | 2.4 | 4.2 | 6.6  | 2.5 | 0.5 | 1.1 | 1.4 | 2.5 | 8.3  |
| 6  | Earl Cureton      | 29   | 43 | 36 | 25.7 | 3.0  | 6.4  | .467 | 0.0 | 0.0 | .000 | 0.9  | 1.7  | .534 | 2.6 | 2.7 | 5.3  | 1.6 | 0.3 | 0.6 | 1.0 | 2.4 | 6.9  |
| 7  | Brad Sellers      | 24   | 80 | 17 | 21.9 | 3.5  | 7.6  | .455 | 0.0 | 0.1 | .200 | 1.6  | 2.2  | .728 | 1.9 | 2.7 | 4.7  | 1.3 | 0.6 | 0.9 | 1.1 | 2.4 | 8.5  |
| 8  | Sedale Threatt    | 25   | 40 | 0  | 19.5 | 3.3  | 6.8  | .480 | 0.0 | 0.4 | .000 | 1.3  | 1.7  | .803 | 0.2 | 1.1 | 1.3  | 4.4 | 1.1 | 0.2 | 1.1 | 2.2 | 7.9  |
| 9  | Steve Colter      | 24   | 27 | 18 | 17.5 | 1.8  | 5.3  | .345 | 0.0 | 0.3 | .000 | 1.2  | 1.4  | .846 | 0.3 | 1.2 | 1.6  | 3.5 | 0.7 | 0.2 | 1.2 | 1.4 | 4.9  |
| 10 | Elston Turner     | 27   | 70 | 4  | 13.4 | 1.6  | 3.6  | .444 | 0.0 | 0.1 | .125 | 0.3  | 0.4  | .742 | 0.5 | 1.2 | 1.6  | 1.5 | 0.4 | 0.1 | 0.4 | 1.4 | 3.5  |
| 11 | Mike Brown        | 23   | 62 | 3  | 13.2 | 1.7  | 3.2  | .527 | 0.0 | 0.0 |      | 0.7  | 1.2  | .639 | 1.1 | 2.3 | 3.5  | 0.4 | 0.3 | 0.1 | 1.0 | 2.1 | 4.2  |
| 12 | Granville Waiters | 26   | 44 | 26 | 12.1 | 0.9  | 2.1  | .430 | 0.0 | 0.0 | .000 | 0.1  | 0.2  | .556 | 0.9 | 1.1 | 2.0  | 0.5 | 0.2 | 0.7 | 0.4 | 1.9 | 1.9  |
| 13 | Ben Poquette      | 31   | 21 | 1  | 8.0  | 1.0  | 1.9  | .525 | 0.0 | 0.0 | .000 | 0.4  | 0.5  | .818 | 0.5 | 0.7 | 1.1  | 0.3 | 0.1 | 0.6 | 0.2 | 1.2 | 2.4  |
| 14 | Darren Daye       | 26   | 1  | 0  | 7.0  | 0.0  | 0.0  |      | 0.0 | 0.0 |      | 0.0  | 0.0  |      | 0.0 | 1.0 | 1.0  | 1.0 | 0.0 | 0.0 | 1.0 | 2.0 | 0.0  |
| 15 | Fred Cofield      | 25   | 5  | 0  | 5.4  | 0.4  | 2.2  | .182 | 0.0 | 0.2 | .000 | 0.0  | 0.0  |      | 0.2 | 0.8 | 1.0  | 0.8 | 0.4 | 0.0 | 0.2 | 0.2 | 0.8  |
| 16 | Pete Myers        | 23   | 29 | 0  | 5.3  | 0.7  | 1.8  | .365 | 0.0 | 0.2 | .000 | 1.0  | 1.5  | .651 | 0.3 | 0.3 | 0.6  | 0.7 | 0.5 | 0.1 | 0.3 | 0.9 | 2.3  |
| 17 | Perry Young       | 23   | 5  | 0  | 4.0  | 0.4  | 0.8  | .500 | 0.0 | 0.0 |      | 0.2  | 0.4  | .500 | 0.0 | 0.2 | 0.2  | 0.0 | 0.2 | 0.0 | 0.2 | 0.6 | 1.0  |

## Galardones y récords
| Jugador        | Galardón                                                                  |
| Michael Jordan | Mejor quinteto de la NBA All-Star Campeón del Concurso de Mates de la NBA |